# Maksutuşağı, Kemah
Maksutuşağı là một xã thuộc huyện Kemah, tỉnh Erzincan, Thổ Nhĩ Kỳ. Dân số thời điểm năm 2010 là 153 người.